# Campionati europei di tuffi 2012 - Piattaforma 10 metri femminile
La gara della piattaforma da 10 metri femminile degli Europei 2012 è stata disputata il 16 maggio 2012 e vi hanno partecipato 18 atlete. Le qualificazioni si sono svolte nel primo pomeriggio e le prime 12 classificate hanno avuto accesso alla finale disputata in serata.

## Medaglie
| Posizione | Atleta           | Paese    |
| --------- | ---------------- | -------- |
| Oro       | Julija Prokopčuk | Ucraina  |
| Argento   | Noemi Batki      | Italia   |
| Bronzo    | Maria Kurjo      | Germania |

## Qualifiche
| Pos. | Atleta               | Nazione       | Punti  |
| ---- | -------------------- | ------------- | ------ |
| 1    | Julija Prokopčuk     | Ucraina       | 355.15 |
| 2    | Nora Subschinsky     | Germania      | 322.45 |
| 3    | Noemi Batki          | Italia        | 322.35 |
| 4    | Monique Gladding     | Gran Bretagna | 320.85 |
| 5    | Maria Kurjo          | Germania      | 303.30 |
| 6    | Natal'ja Gončarova   | Russia        | 285.45 |
| 7    | Yulia Koltunova      | Russia        | 284.50 |
| 8    | Laura Marino         | Francia       | 273.95 |
| 9    | Audrey Labeau        | Francia       | 264.35 |
| 10   | Mara Elena Aiacoboae | Romania       | 263.70 |
| 11   | Stacie Powell        | Gran Bretagna | 261.30 |
| 12   | Iira Laatunen        | Finlandia     | 249.00 |
| 13   | Brenda Spaziani      | Italia        | 247.75 |
| 14   | Julia Lönnegren      | Svezia        | 244.45 |
| 15   | Corina Popovici      | Romania       | 236.20 |
| 16   | Villõ Kormos         | Ungheria      | 223.90 |
| 17   | Ginni van Katwijk    | Paesi Bassi   | 210.75 |
| 18   | Zsófia Reisinger     | Ungheria      | 196.60 |

## Finale
| Pos. | Atleta               | Nazione       | Punti  |
| ---- | -------------------- | ------------- | ------ |
|      | Julija Prokopčuk     | Ucraina       | 321.55 |
|      | Noemi Batki          | Italia        | 315.60 |
|      | Maria Kurjo          | Germania      | 312.75 |
| 4    | Nora Subschinsky     | Germania      | 301.70 |
| 5    | Monique Gladding     | Gran Bretagna | 300.70 |
| 6    | Audrey Labeau        | Francia       | 300.25 |
| 7    | Natal'ja Gončarova   | Russia        | 293.75 |
| 8    | Stacie Powell        | Gran Bretagna | 292.15 |
| 9    | Laura Marino         | Francia       | 275.50 |
| 10   | Yulia Koltunova      | Russia        | 274.65 |
| 11   | Mara Elena Aiacoboae | Romania       | 272.70 |
| 12   | Iira Laatunen        | Finlandia     | 214.80 |

## Fonti
- (EN)  Omegatiming.com - Qualifiche
- (EN)  Omegatimng.com - Finale[collegamento interrotto]